# Свидник (Львовская область)
Свидник (укр. Свидник) — село в Сходницкой поселковой общине Дрогобычского района Львовской области Украины.
Население по переписи 2001 года составляло 260 человек. Занимает площадь 1,7 км². Почтовый индекс — 82521. Телефонный код — 3269.